# Raccordement vliegveld Deelen
Raccordement vliegveld Deelen, ook wel het bommenlijntje genoemd, is een voormalige spooraansluiting vanaf Wolfheze naar het vliegveld Deelen.
Het spoor is tijdens de Tweede Wereldoorlog door de Luftwaffe aangelegd tussen juni en september 1941 en werd op 16 september geopend. Het sloot bij station Wolfheze aan op de spoorlijn Utrecht - Arnhem, en werd gebruikt voor transport van munitie en brandstof. Ook reden er werkliedentreinen van Arnhem naar Deelen en terug.
Voor de aanleg van de grote radarbunker Diogenes werd een zijtak aangelegd die werd gebruikt voor de aanvoer van materialen.

## Route
De routebeschrijving van de spoorlijn liep, op basis van de stratengids anno 2020, als volgt: Wolfhezerweg (N783), Van Nieuwenhuizenweg (terrein van verkeerscentrale Rijkswaterstaat en ANWB), bij de kruising met de N310 liep de spoorlijn het huidige nationaal park De Hoge Veluwe in om tot slot via de Kemperbergerweg bij het vliegveld uit te komen.

## Restanten
In Nationaal Park De Hoge Veluwe is grotendeels het baanlichaam van de voormalige spoorlijn te vinden. Ook zijn er langs de voormalige route nog restanten te vinden zoals duikers.

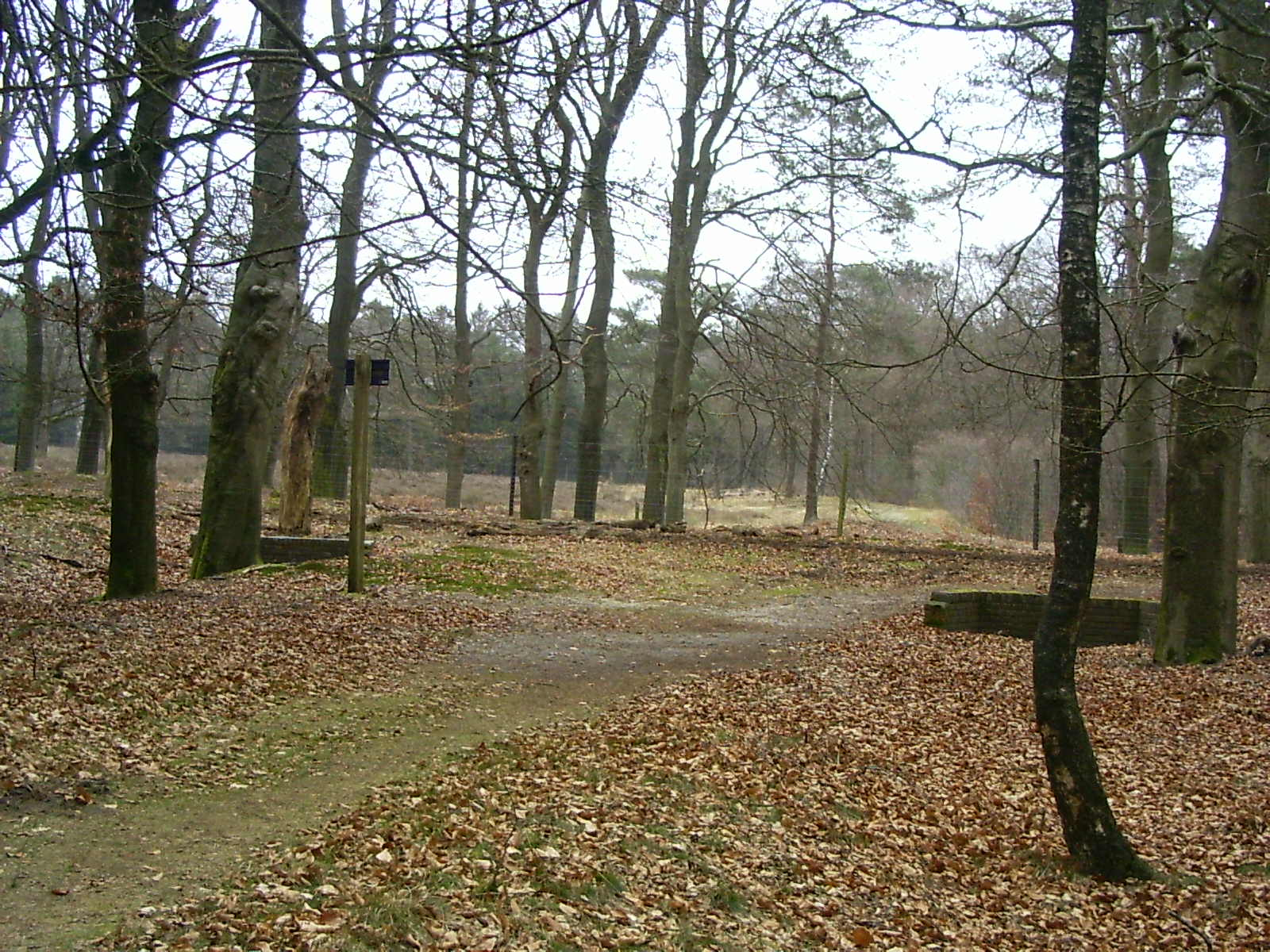
Tussen deze twee duikers kruiste het Bommenlijntje de Oude Otterloseweg anno 2014.
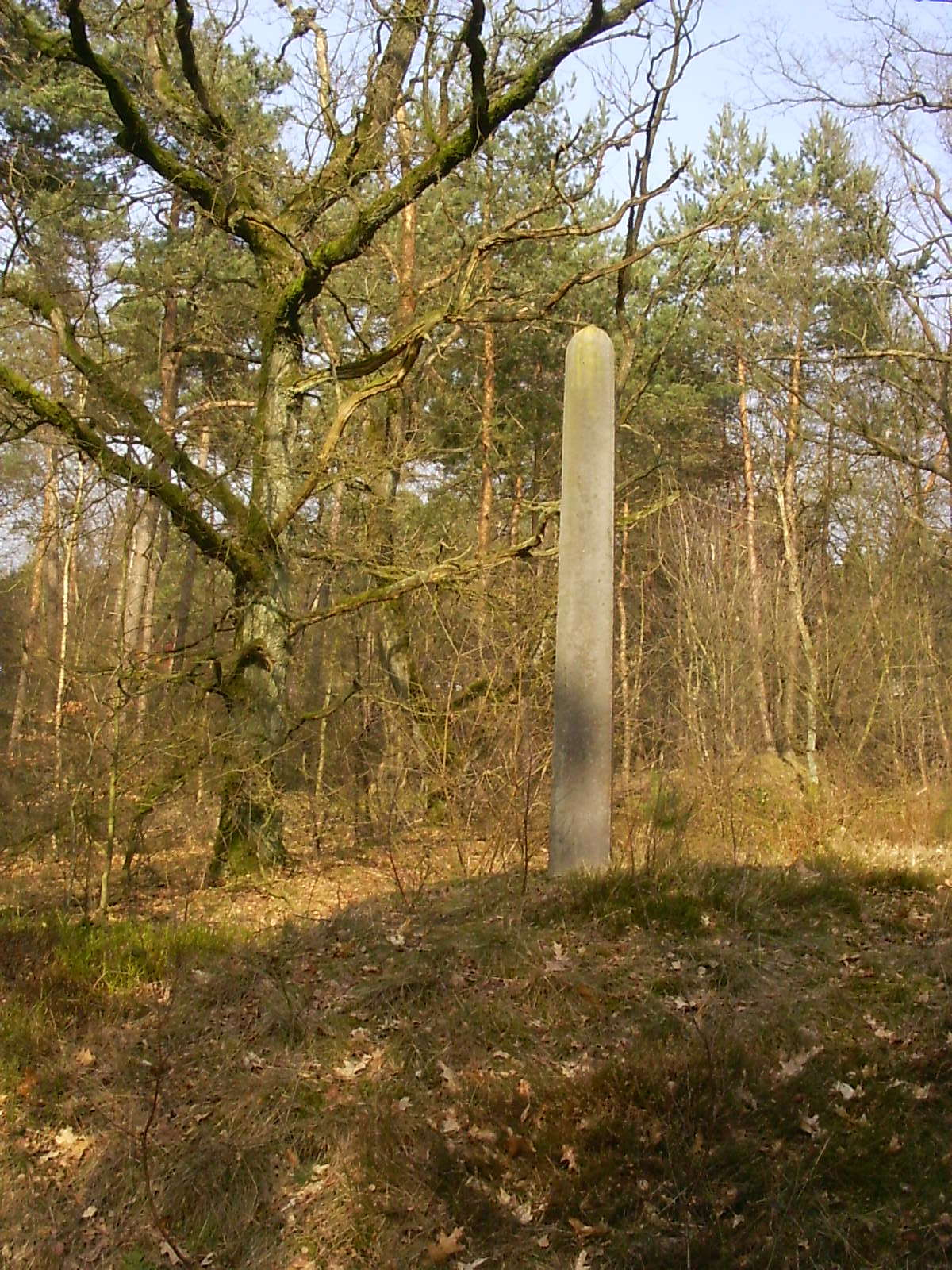
Voormalige grenspaal langs de spoorlijn anno 2014.
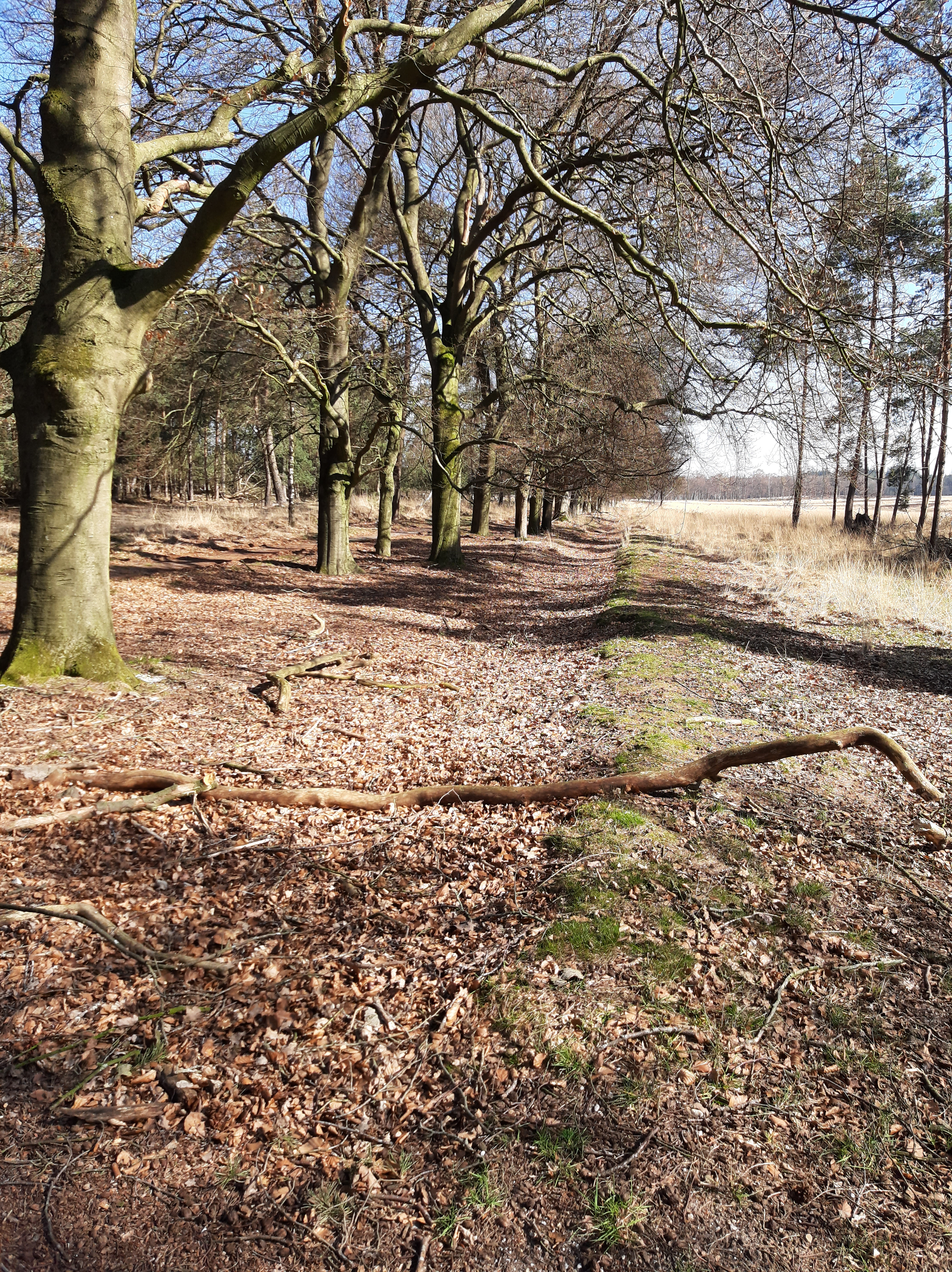
Voormalige spoordijk in Nationaal Park De Hoge Veluwe anno 2020.
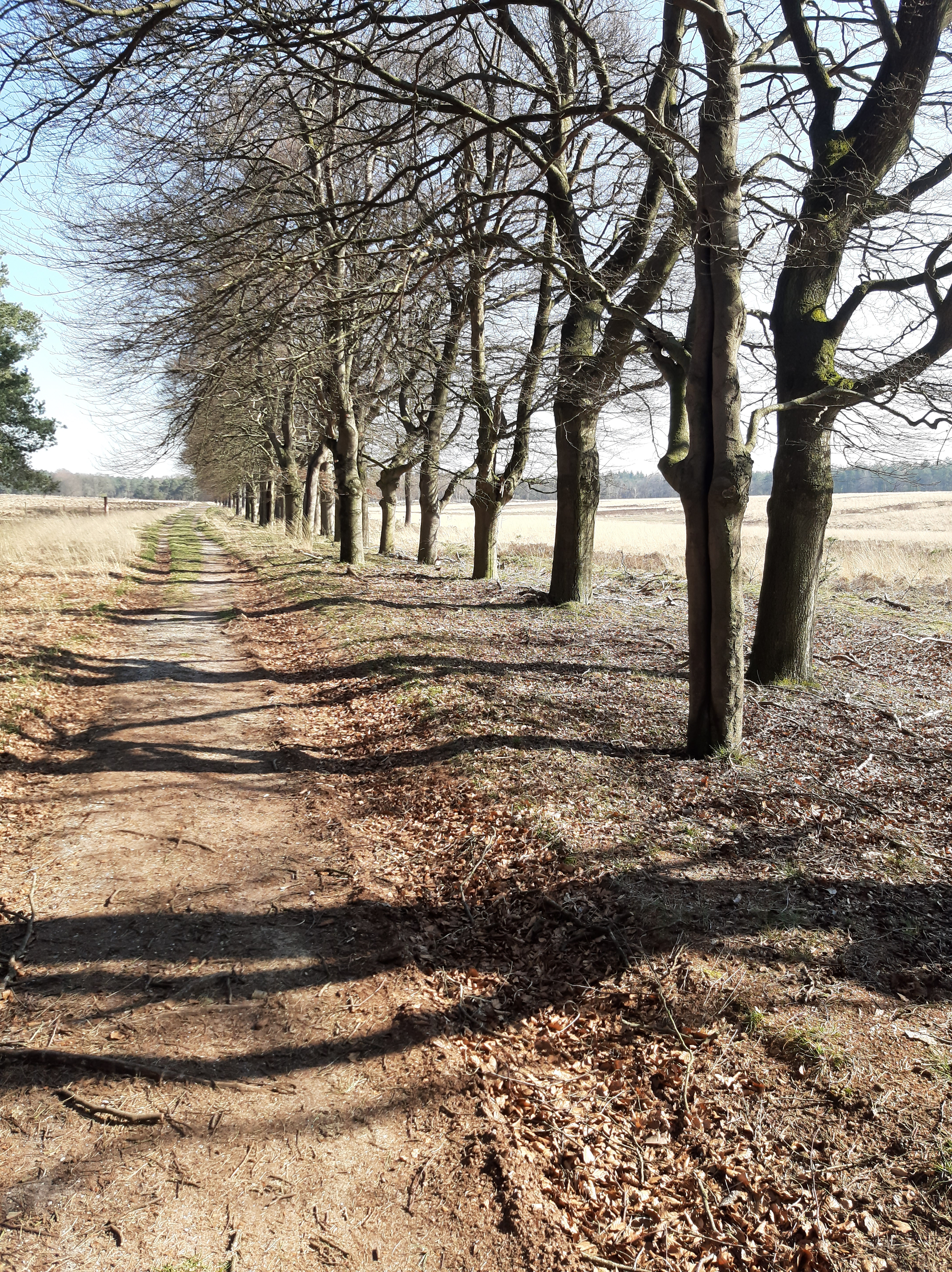
Voormalige spoordijk in Nationaal Park De Hoge Veluwe anno 2020.